# Premna protrusa
Premna protrusa là một loài thực vật có hoa trong họ Hoa môi. Loài này được A.C.Sm. & S.P.Darwin miêu tả khoa học đầu tiên năm 1991.